# Palpomya gagantina
Palpomya gagantina är en tvåvingeart som först beskrevs av Günther Enderlein 1924.  Palpomya gagantina ingår i släktet Palpomya och familjen bredmunsflugor. Inga underarter finns listade i Catalogue of Life.